# Dubska
Dubska is een Poolse reggaeband.

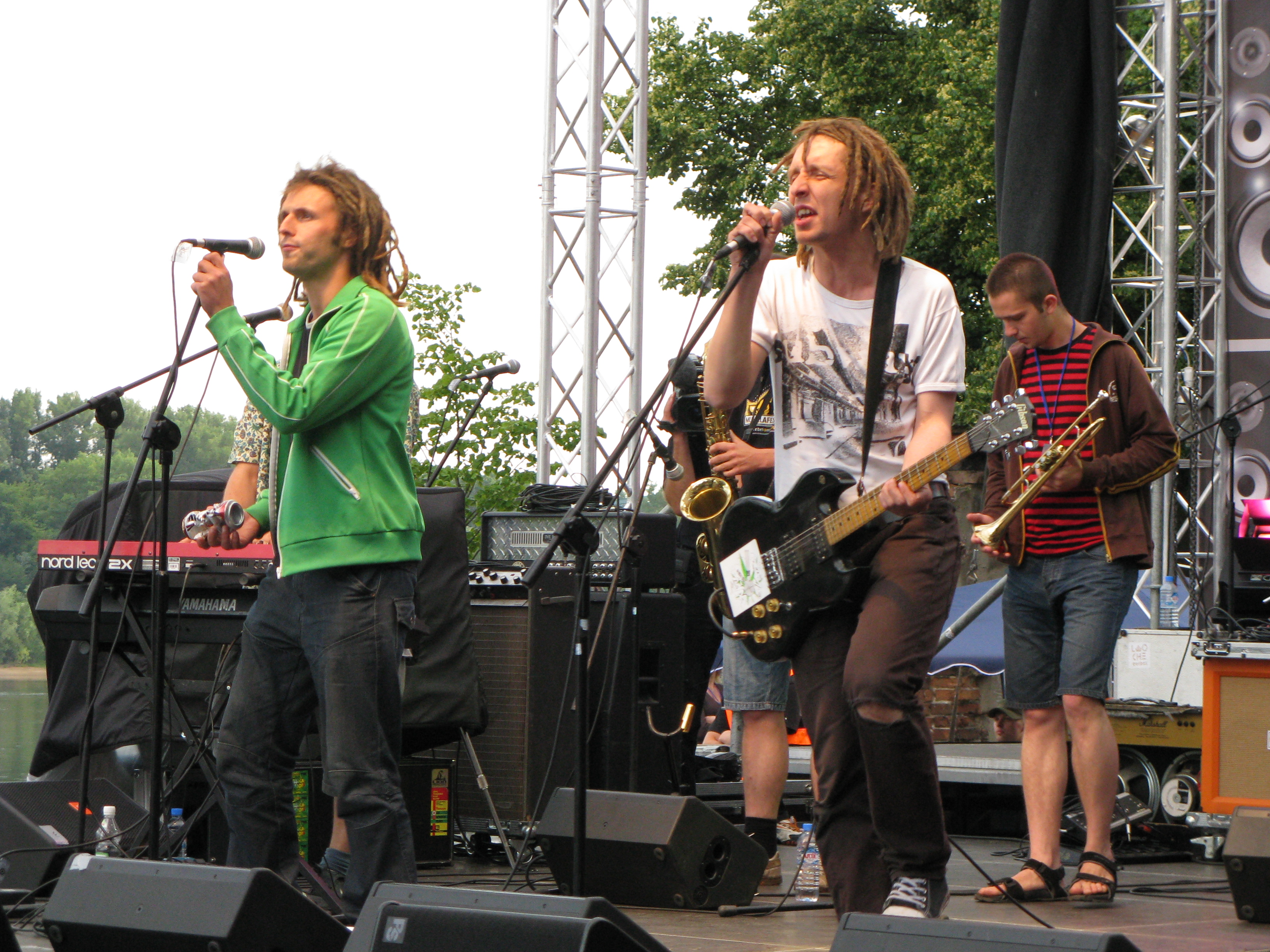
Dubska

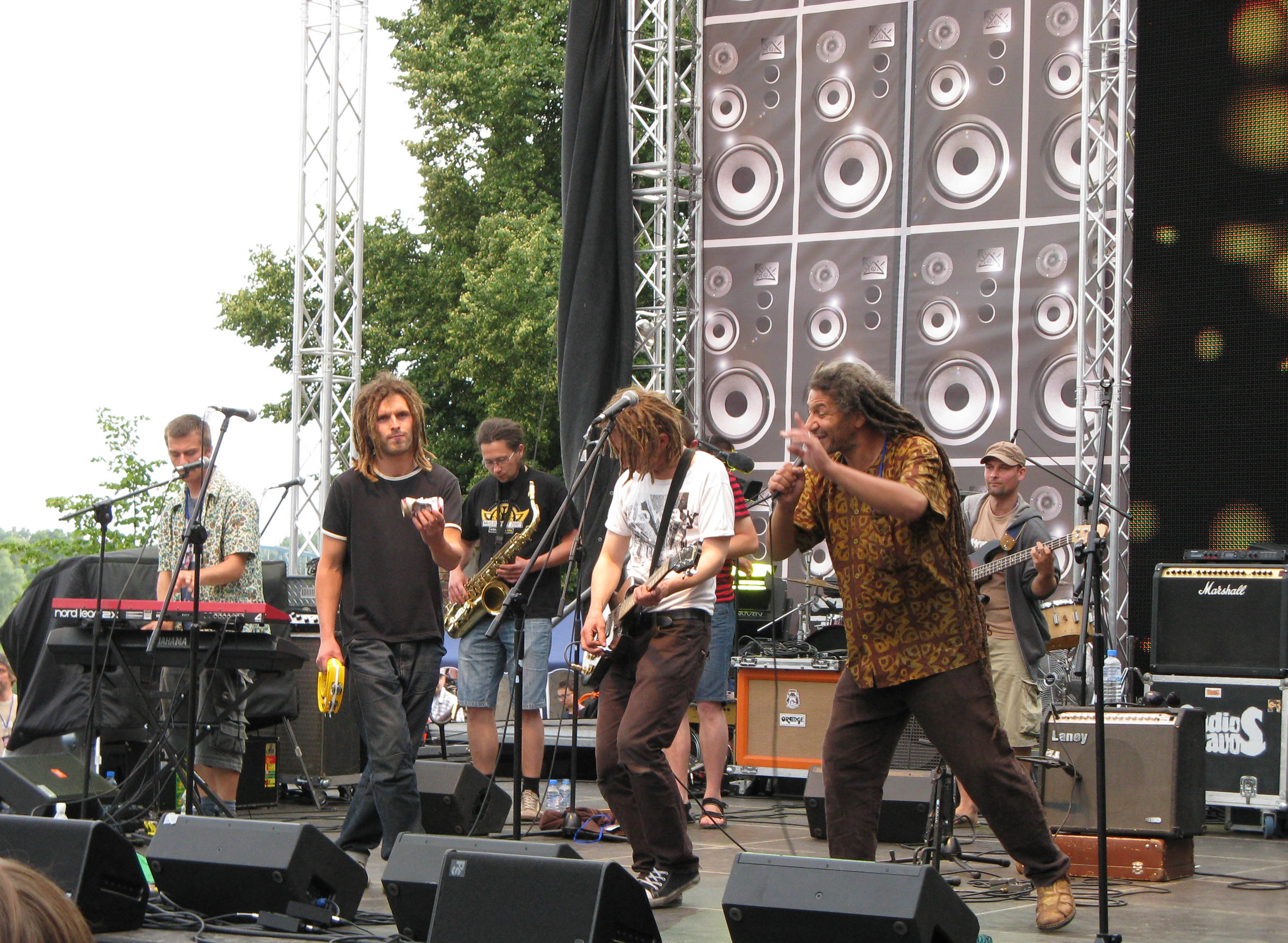
Dubska en Gera Morales

De groep werd in 1999 opgericht in Bydgoszcz en speelde op grote reggaefestivals in Polen, waaronder Ostróda Reggae Festiwal en op het Poolse rockfestival Przystanek Woodstock. Aanvankelijk mixte de groep dub met andere muziekstijlen, maar later richtte de groep zich meer op reggae met zang.
In 2008 bracht Dubska een plaat uit in samenwerking met Gerbert Gera Morales, zanger van de Russische reggaeband Jah Division, en zoon van een Russische aristocrate en een Cubaanse partizaan die strijdend aan de zijde van Che Guevara sneuvelde.

## Naam
De naam Dubska is geen samentrekking van dub en ska. Het woord dupska is afgeleid van het woord dupa, dat kont betekent.

## Bezetting
- Jarek "U-Jar" Hejmann - percussie, dubs
- Marcin "Grzyb" Grzybowski - slaggitaar
- Marcin "Mucha" Muszyński - zang
- Dymitr "Dymol" Czabański - zang, gitaar,
- Tomek "Tom Alla" Tylka - toetsinstrumenten, zang
- Artur "Mały" Małecki- basgitaar
- Filip "dr Fill Good" Racinowski - saxofoon
- Wojtek "Melon" Jachna - trompet, flugelhorn, gitaar
- Michał "Misiek" Michota - trompet

## Discografie
Mandżoga Records
- Demo 2000 (2000) - Demo
- Nie Zmul Dna (2002) - Opgenomen in de studio van club Sanatorium
- Koncert w Mózgu (2003) - Live-opnames uit club Mózg in Bydgoszcz

mami Records
- Dubska (2005) - Opgenomen in Studio Mózg in augustus 2004 en opnames uit 2005 uit de studio van Radio PiK
- Avokado (2006)
- Dubska Division (2008) - Met Gera Morales (Jah Division)